# Land Rover 1/2 тонни Легкий

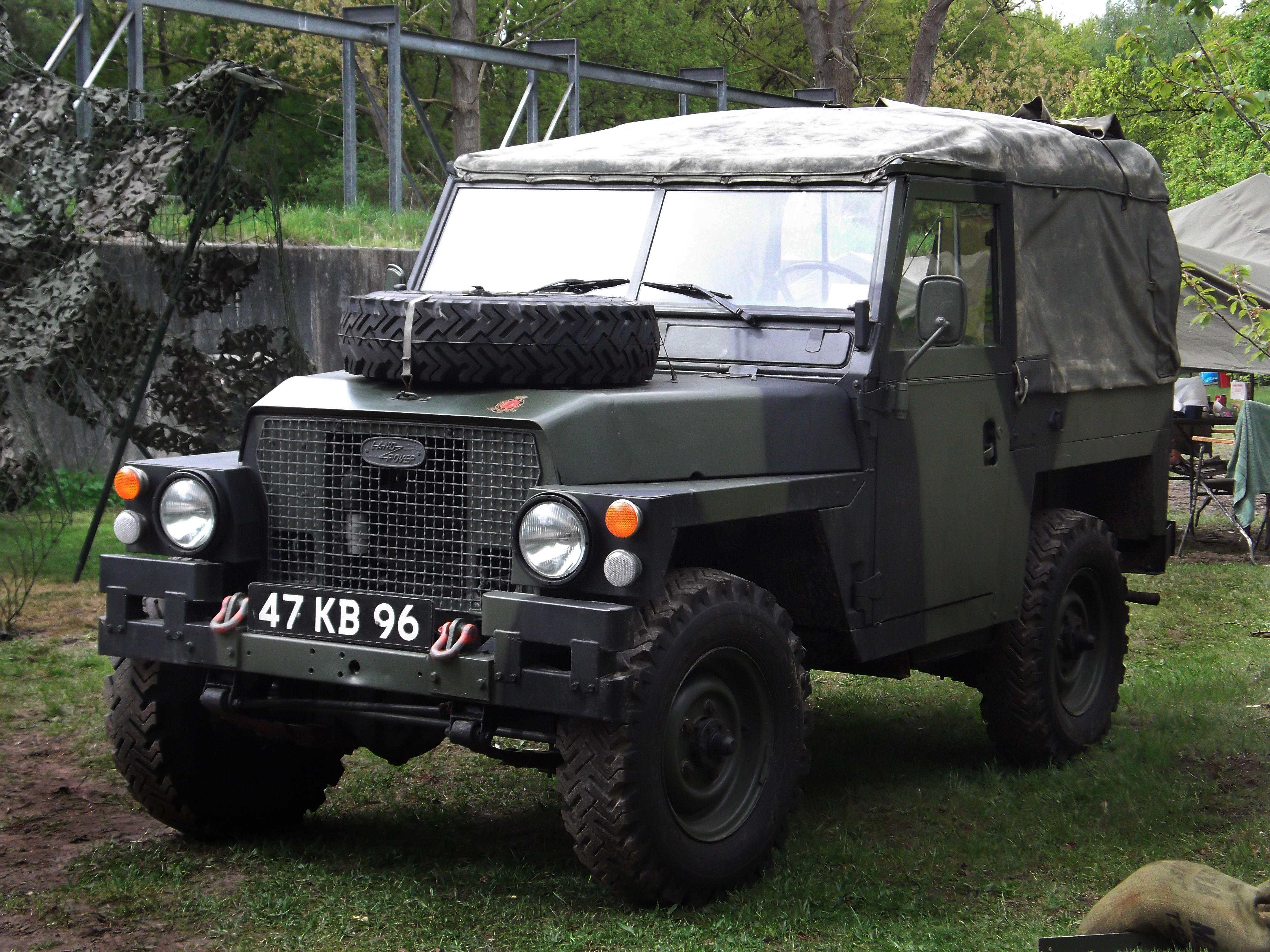
Легкий Land Rover

Lightweight 1/2 ton був британським військовим транспортним засобом, поставленим компанією Land Rover.

## Історія
На початку 1960-х років і Королівській морській піхоті, яка тоді переважно базувалася на десантних кораблях, і Британській Армії потрібна була машина, яку можна було б перевозити по повітрю, щоб замінити Austin Champ. Вони отримали вертоліт Westland Wessex, який міг перевозити 2 500 фунтів (1 134 кг) вантаж, підкинутий внизу.
Найменшим доступним на той час Land Rover був Series IIA 88 дюйм (2235 мм) колісна база, яка була занадто важкою. Компанія Land Rover почала роботу над полегшеною версією, яка б відповідала специфікаціям, у 1965 році. Було розроблено нову модифікацію базової серії IIA, завдяки якій багато компонентів кузова можна було легко від’єднати та видалили багато несуттєвих елементів. Результатом став Land Rover Half-Ton, широко відомий як Lightweight або Airportable . На практиці, щоб зменшити вагу в достатній мірі для вертольотів того часу, щоб підняти їх у бойових умовах, нахил (дах) і ручки, верхні частини корпусу, двері та лобове скло були зняті, щоб бути переобладнаними пізніше. Однак найсуттєвішою зміною стало зменшення ширини на 4 дюйм (100 мм), переробивши стандартні осі серії IIA та встановивши коротші півосі, що означало, що він підійде на стандартний піддон.

## Виробництво

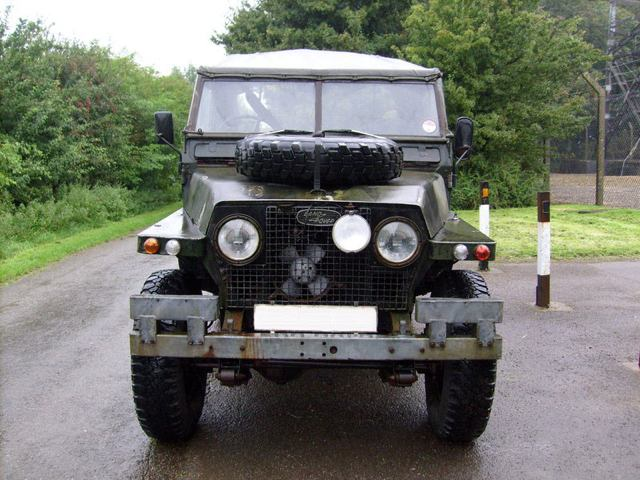
1970 р. Серія ІІа

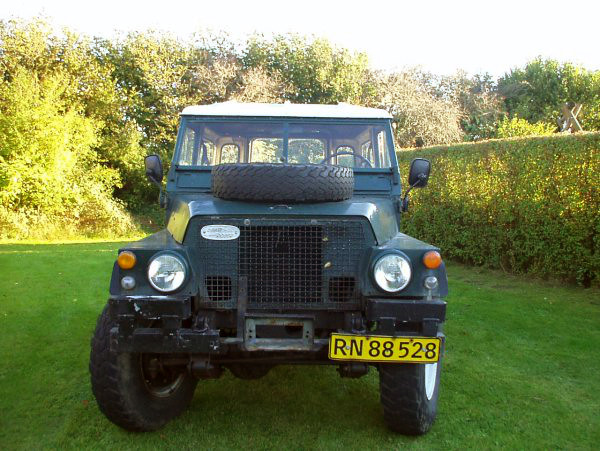
1983 Серія III HT з данською реєстрацією.

Незважаючи на те, що між 1965 і 1967 роками було побудовано дуже мало прототипів, а на початку 1968 року — близько шести передсерійних моделей, серійне виробництво «полегшеної» серії IIA почалося 11 листопада 1968 року, загалом на той день було виготовлено 15 автомобілів. Загальний випуск серії IIa «Lightweights» становив від 1500 до 2000 автомобілів. На пізніших моделях серії IIa фари були перенесені на переглянуте переднє крило, щоб відповідати зміненим нормам освітлення. Пізніші моделі серії IIa легко сплутати з серією III, хоча на цих транспортних засобах нічого не змінилося, крім розташування фар.
Серія IIA Lightweight була замінена серією III Lightweight у 1972 році, незабаром після заміни цивільної серії IIA на серію III. Транспортний засіб, по суті, залишився таким же, з кількома відносно незначними змінами - є відмінності в деталях шасі; а переглянута коробка передач мала синхронізацію на другій і четвертій передачах замість лише третьої та четвертої. У відділі електрики серія III була оснащена генератором змінного струму замість динамо-машини серії IIa; новий перемикач індикаторів містить мигалку фари та гудок; і вимикач запалювання тепер був встановлений у новому капоті рульової колонки, а не на панелі приладів. Lightweight зберіг попередню металеву панель приладів Series IIa навіть після оновлення. Приблизно в 1980 році, відповідно до цивільних моделей, двигун мав п'ять корінних підшипників замість трьох.

## Оператори
- Понад 20 країн, крім британської армії.
- Моделі з лівим кермом (LHD) використовувалися британськими збройними силами на підтримку своїх зобов’язань перед НАТО.
- Багато моделей LHD використовувалися голландськими військовими і були переважно оснащені дизельними двигунами.

## Варіанти

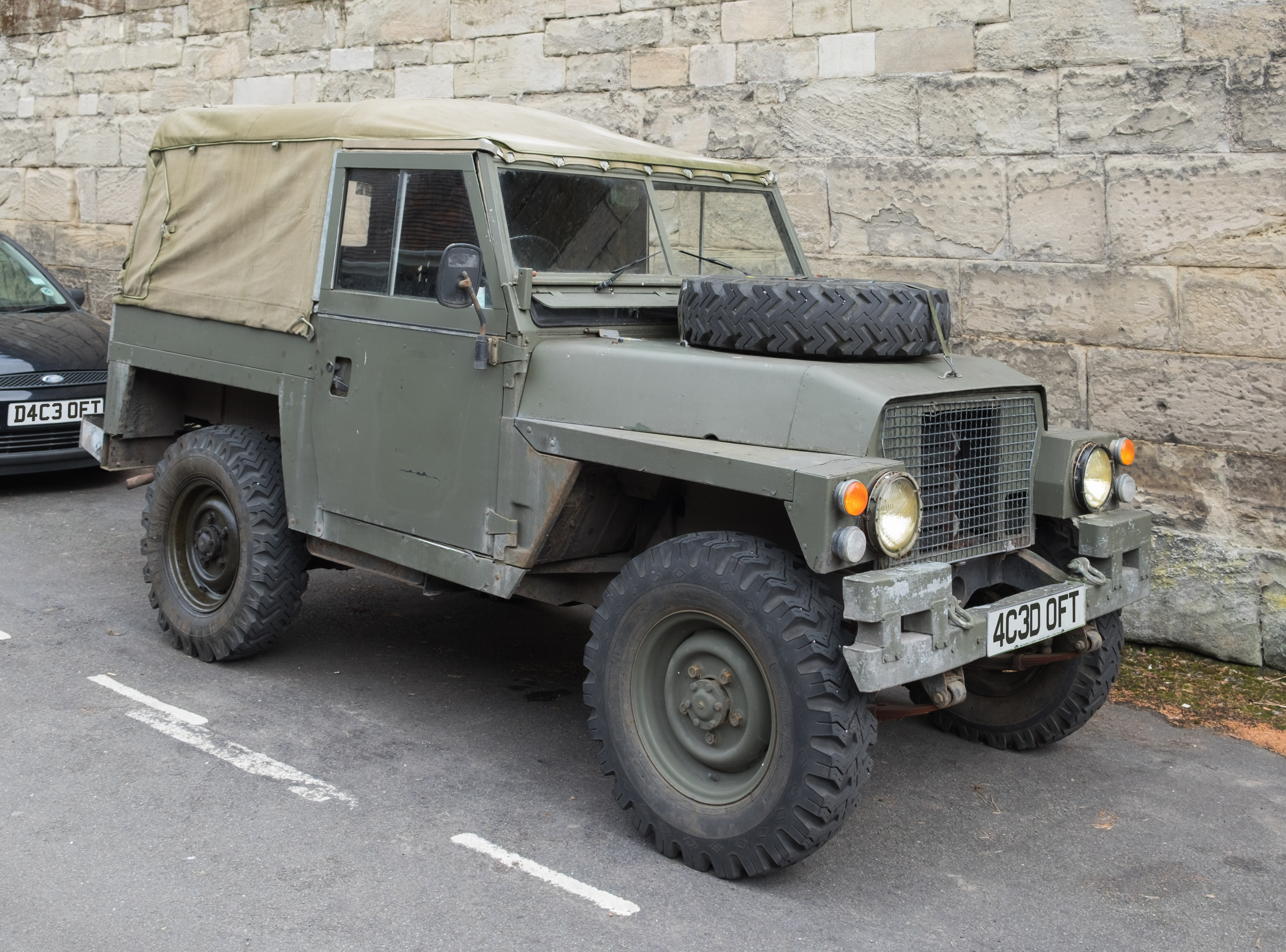
1979 р. III серія - фронт

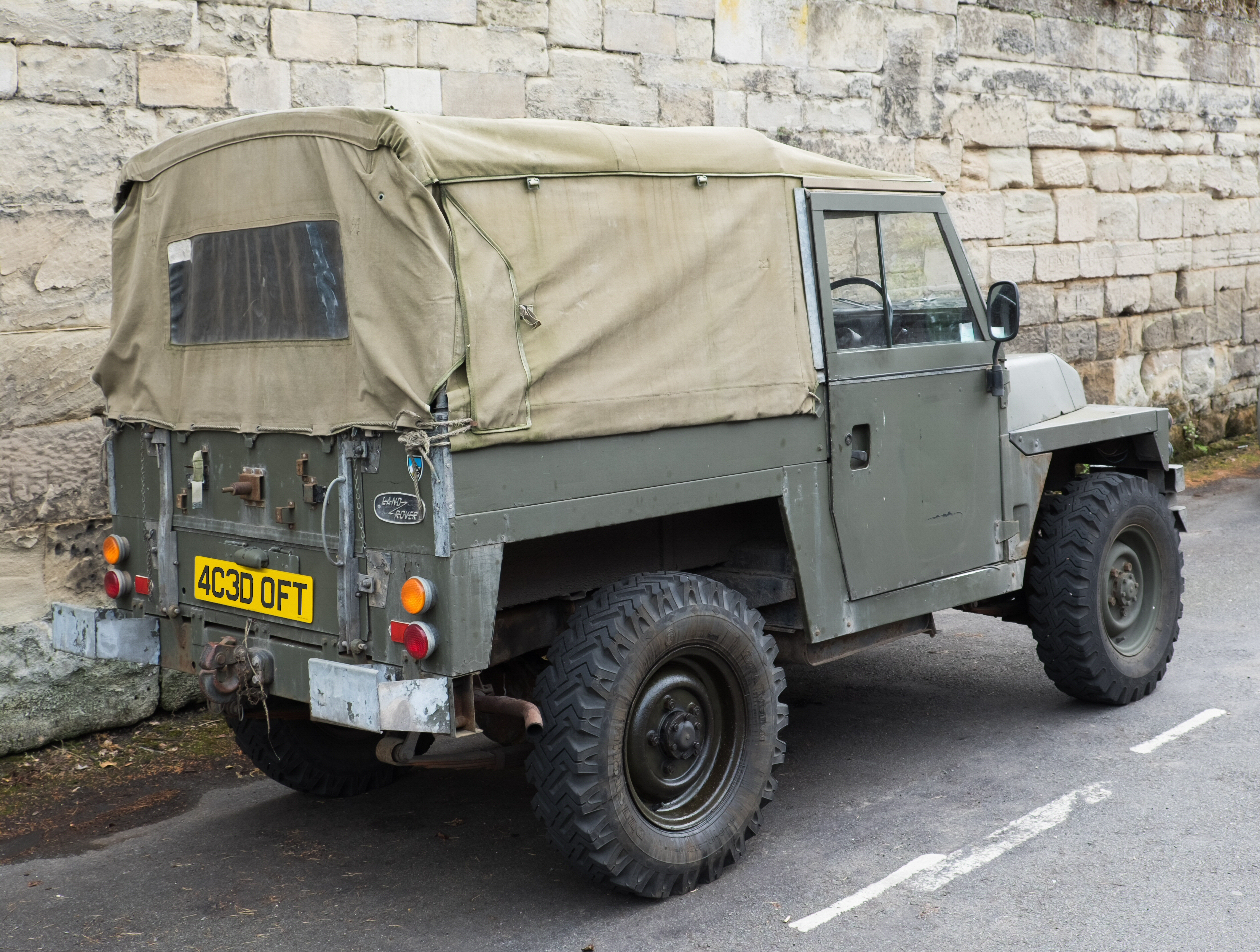
1979 р. III серія - задня

- Велика кількість цієї моделі була побудована з 24 електричні системи, екрановані системи запалювання та 90 підсилювач динамо (генератор) для використання як транспортні засоби FFR (підготовлені для радіо).
- у використанні Королівської морської піхоти невелика кількість була обладнана як порті для безвідкатної протитанкової зброї Wombat
- деякі з цих Land Rover були модернізовані з жорсткими дахами та легкою бронею у формі VPK (комплект захисту транспортного засобу), головним чином для внутрішнього використання безпеки в Ольстері
- деякі з них були оснащені «арктичними» обігрівачами для використання в екстремально холодному кліматі, особливо для королівських морських піхотинців у їхній ролі в арктичних війнах
- ця модель може бути оснащена повним обладнанням для проходу вбрід, щоб дозволити входити в глибоку воду з десантних суден, знову ж таки в основному для використання Королівськими морськими піхотинцями
- сигнальні лінійні шари
- У Королівських ВПС використовують як версії «Helistart» для забезпечення наземної енергії для запуску гелікоптерів
- носій для бомбопідривника " Тачка ". У цій ролі більшу частину кузова автомобіля було знято
- невелику кількість було перетворено на оглядові транспортні засоби

Велика кількість транспортних засобів була оснащена жорстким дахом, з VPK або без них, всі, очевидно, після виробництва, деякі для використання в якості радіомобілів
Варіанти голландської армії легко впізнати за дизельними двигунами та покажчиками повороту, розташованими у верхній частині крил замість передніх фар. Вони також мали модифіковані задні та стоп-ліхтарі